# BNSF Railway
A BNSF Railway é uma das maiores companhias ferroviárias dos Estados Unidos da América, surgiu da fusão em 1996 da Atchison, Topeka and Santa Fe Railway e da Burlington Northern Railroad, formando a segunda maior ferrovia americana, atrás somente da Union Pacific. Esta companhia faz parte do grupo Burlington Northern Santa Fe Corporation.

## Caracterização

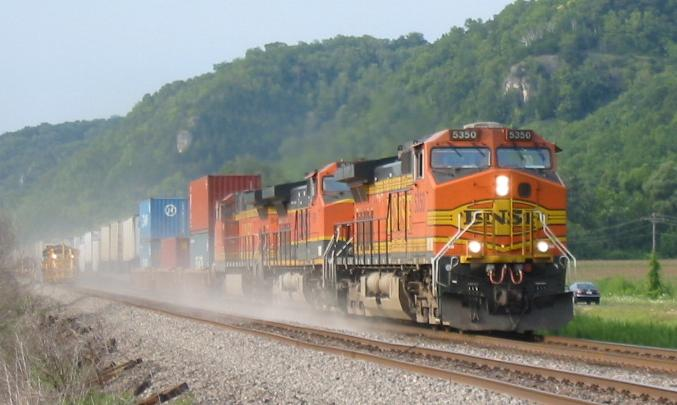
Locomotiva Dash 9 GE C44-9W da BNSF em Prairie du Chien-Wisconsin

As operações desta empresa estendem-se por 28 estados americanos (Alabama, Arizona, Arkansas, California, Colorado, Idaho, Illinois, Iowa, Kansas, Louisiana, Minnesota, Mississippi, Missouri, Montana, Nebraska, Nevada, New Mexico, North Dakota, Oklahoma, Oregon, South Dakota, Tennessee, Texas, Utah, Washington, Wisconsin, e Wyoming, além de dois troços no Canadá, em Vancouver, na Colúmbia Britânica e Winnipeg, em Manitoba. Para as suas operações, esta companhia detém vários terminais de mercadorias e parques de material nos Estados Unidos e Canadá.
Esta companhia opera principalmente no transporte de mercadorias, especialmente carvão e cereais, mas também gere alguns serviços de passageiros urbanos.
As vias férreas desta empresa totalizam cerca de 51 000 quilómetros, e emprega aproximadamente 40 000 pessoas.

## Actualidade
A companhia americana Berkshire Hathaway, gerida pelo investidor Warren Buffett, anunciou em 3 de Novembro de 2009 a compra do total das acções da BNSF Railway, num total de 29,8 bilhões de euros. Até esta data, a Berkshire Hathaway apenas detinha cerca de 23% das acções desta companhia.
A empresa de Warren Buffett também anunciou a compra de acções do grupo Burlington Northern Santa Fe Corporation.